# Ostsee-Division
Die Ostsee-Division war ein etwa 12.000 Mann umfassender deutscher Interventionsverband unter dem Kommando von Generalmajor Rüdiger Graf von der Goltz, der 1918, gegen Ende des Ersten Weltkriegs, im Rahmen der Finnland-Intervention im Finnischen Bürgerkrieg eingesetzt wurde.

## Formierung
Am 22. Februar 1918 bildete sich aus dem Stab der „12. Landwehr-Division“ der Stab der „Ostsee-Division“. Es folgte die Aufstellung der „Ostsee-Division“ in Danzig und der „Landungsabteilung Brandenstein“ in Reval, es handelte sich dabei um Osttruppen, die nach dem Friedensvertrag von Brest-Litowsk zur neuen Verwendung bereitstanden. Dazu gehörten
drei Kavallerie-Schützen-Regimenter, drei Jägerbataillone, fünf Radfahrkompanien, zwei Gebirgs-Maschinengewehr-Abteilungen, eine bayerische Gebirgsartillerie-Abteilung, zwei schwere Batterien, eine Reitereskadron, eine Pionierkompanie sowie Nachrichten-, Sanitäts- und Kraftwagenkräfte. Auch Fliegerkräfte der 8. Armee wurden der „Ostsee-Division“ zugeteilt, darunter die Flieger-Abteilung 16 und 37.
Das Detachement Brandenstein unter Oberst Otto Freiherr v. Brandenstein wurde der „Ostsee-Division“ erst ab dem 19. April unterstellt. Ferner gehörte hierzu ein finnisches Freiwilligen-Bataillon „Thesleff“ (Generalleutnant Vilhelm Alexander Thesleff).

## Einsatzgeschichte

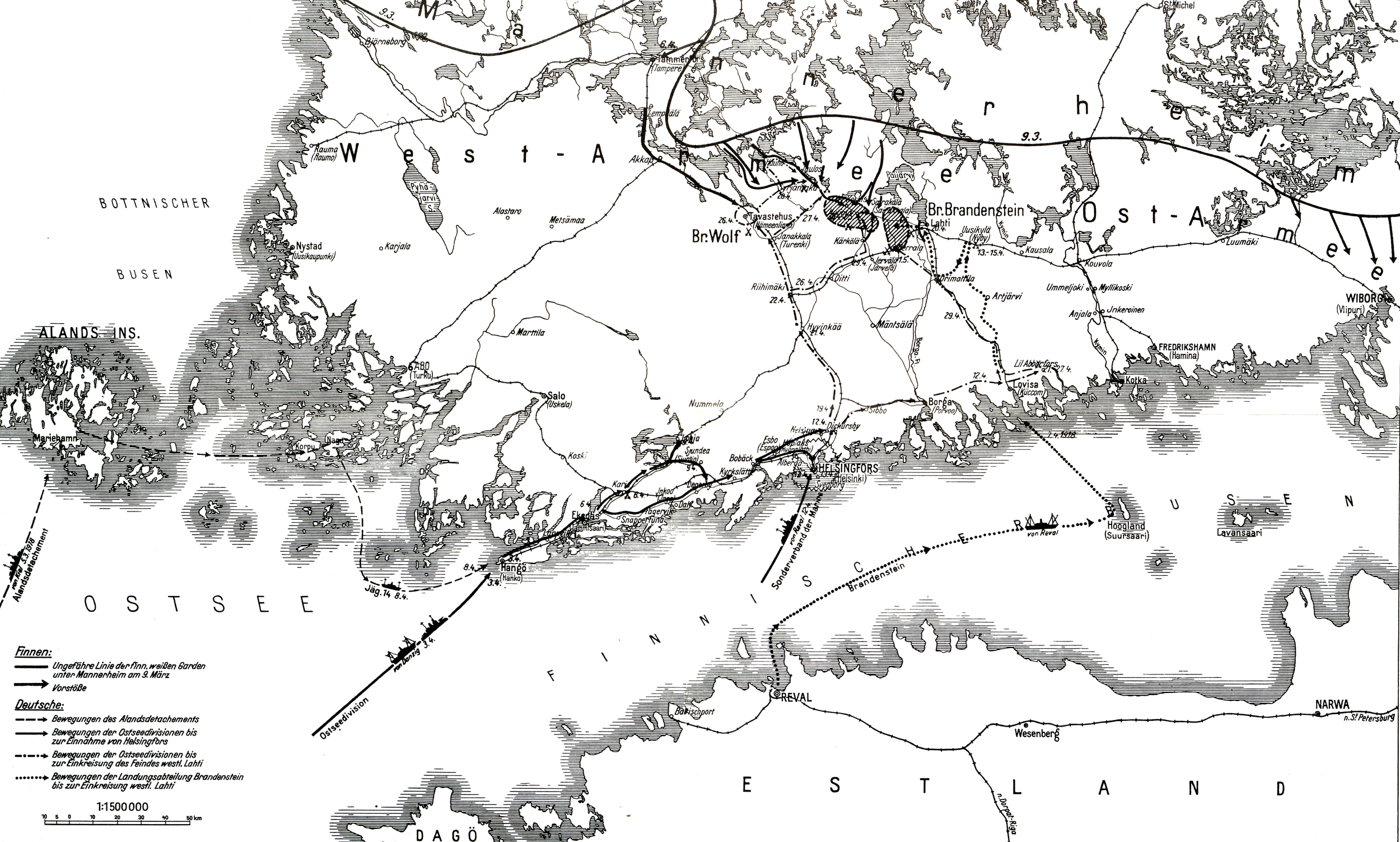
Finnland-Intervention 1918

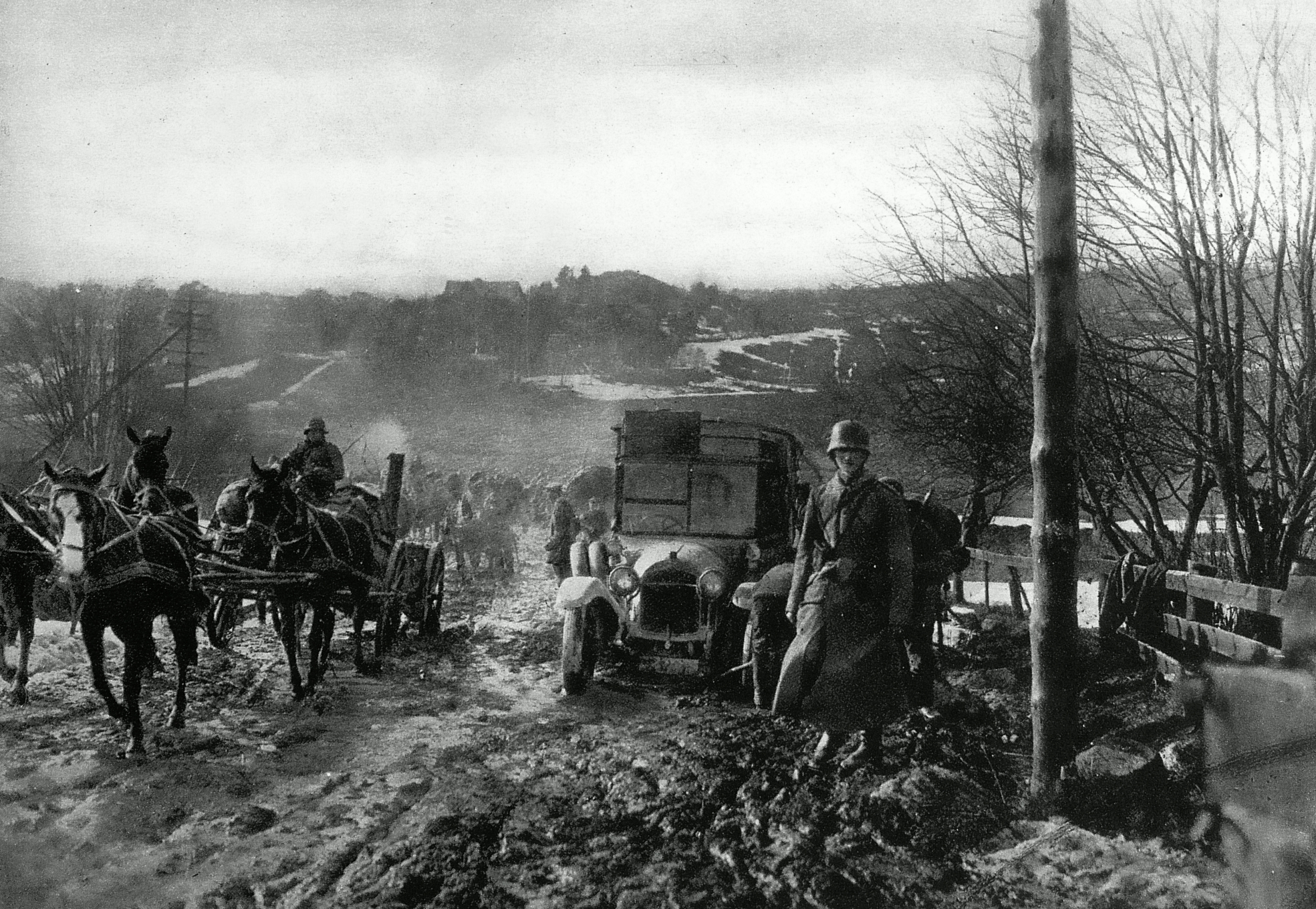
Finnland, auf dem Vormarsch von Hangö nach Helsinki

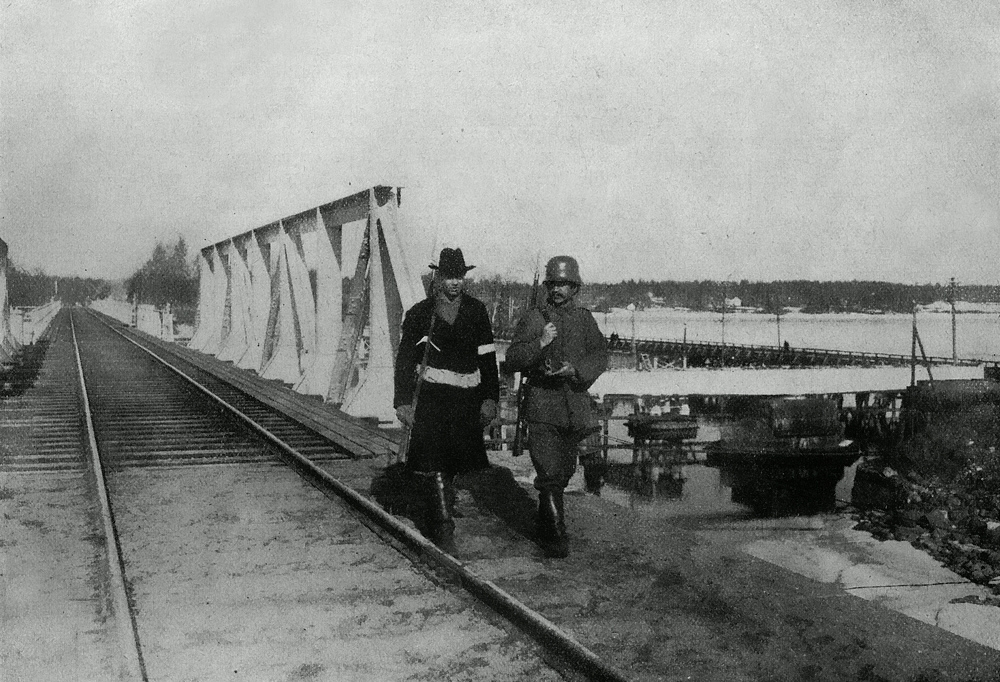
Bahnschutz in Finnland 1918

Am 14. Februar 1918 bat die finnische Regierung Svinhufvud Deutschland um Unterstützung im Kampf gegen die rote Revolutionsregierung unter Kullervo Manner. Die deutsche Regierung kam diesem Ersuchen vor allem aus politischen Gründen nach, da man keine Ausbreitung der Revolution wünschte und aufgrund militärstrategischer und wirtschaftlicher Interessen an einem guten deutsch-finnischen Verhältnis interessiert war.
Der am 22. Februar 1918 gebildete Heeresverband sollte die bürgerlichen Truppen der „Weißen Garden“ unter General Mannerheim im Kampf gegen die „Roten Garden“ unterstützen.
Das Jäger-Bataillon Nr. 14 besetzte als Teil der „Ostsee-Division“ am 5. März die Alandinseln, um hier einen Etappenstützpunkt zu errichten. Schweden hatte zwar zuvor ebenfalls Besatzungstruppen auf die Alandinseln entsandt, jedoch konnten auf dem Verhandlungswege Konfliktsituationen vermieden werden. Die Besetzung der Inseln wurde seitens der „Ostsee-Division“ bald aufgegeben, da kein strategischer Nutzen mehr vorlag. Das ursprüngliche Vorhaben der Anlandung in Rauma wurde aufgegeben.
Der Großteil der Division landete schließlich am 3. April 1918 in Hangö. Während des Bürgerkriegs waren die Verbände der Division an zahlreichen Kämpfen beteiligt. Aufgrund der stetigen Rückzugsbewegungen der „Roten Garden“ kam es anfangs nur zu vereinzelten Vormarschgefechten. Dies änderte sich beim Vorgehen auf Helsinki, hier entwickelten sich mehrtägige heftige Straßenkämpfe, welche am 13. April mit der Kapitulation der dortigen roten Truppen endeten. Die Umfassung und Zerschlagung – vom 29. April bis 2. Mai – der roten Westarmee im Bereich Hämeenlinna-Lahti gelang schließlich im Zusammenwirken mit dem „Detachement Brandenstein“ und den „Weißen Garden“.
Die Gesamtverluste der deutschen Truppen beliefen sich auf ca. 200 Mann.
Nach den aktiven Kampfhandlungen verblieben die Verbände der „Ostsee-Division“ – auf Bitte der finnischen Regierung – als Besatzungstruppe im Land. Später beteiligten sich die deutschen Truppen auch an der Aufstellung und Ausbildung der finnischen Militärverbände. Ende August wurden dann die drei Jäger-Bataillone der Division nach Deutschland zurückverlegt.
Am 13. September 1918 erhielt der Stab der „Ostsee-Division“ die Bezeichnung „Deutscher General in Finnland“ und unterstand direkt der Obersten Heeresleitung.
Die Ostsee-Division wurde im Rahmen der Vorbereitungen zum Unternehmen Schlußstein nochmals in Einsatzplanungen der OHL einbezogen.  Mit Einsatzbeginn sollte die Division den Vormarsch auf der Eisenbahn nach St. Petersburg beginnen. Im Zusammenwirken mit zwei anderen Infanterie-Divisionen war dann ein weiteres gemeinsames Vorgehen entlang der Murmanbahn geplant. Die Einsatzvorbereitungen wurden jedoch am 27. September auf Weisung der OHL abgebrochen.
Die letzten Truppenverbände der „Ostsee-Division“ verließen Finnland am 16. Dezember 1918 und wurden auf dem Seeweg nach Stettin verbracht.

### Gefechtskalender 1918
- 04. April bis 2. Mai 1918 – Feldzug in Finnland
  - 06. April – Gefecht bei Karis (95. Reserve-Infanterie-Brigade)
  - 11. April – Gefecht bei Alberga (2. Garde-Kavallerie-Brigade)
  - 12. bis 13. April – Gefecht vor und in Helsingfor
  - 13. bis 19. April – Bereitstellung bei Helsingfor und Vormarsch; Gefecht bei Skavavöle. (95. Reserve-Infanterie-Brigade)
  - 20. April – Gefecht bei Loppu (95. Reserve-Infanterie-Brigade)
  - 21. April – Gefecht bei Hyvinkää (95. Reserve-Infanterie-Brigade)
  - 22. April – Gefecht bei Riihimäki (95. Reserve-Infanterie-Brigade)
  - 25. bis 28. April – Gefechte vor und in den Vororten von Tavastehus: Besetzung von Tavastehus.
  - 29. April – Gefecht von Syrjäntaka (Sächsisches Karabinier-Regiment (2. Schweres Regiment))
  - 29. April bis 2. Mai – Gefechte bei Lahti
  - 02. Mai – Gefecht von Toivola (1. Garde-Ulanen-Regiment)

### Verbleib
Teile der Ostsee-Division und ihr Kommandeur gehörten später zu den Ursprüngen der Freikorpsbewegung im Baltikum.

## Gliederung und Stellenbesetzung

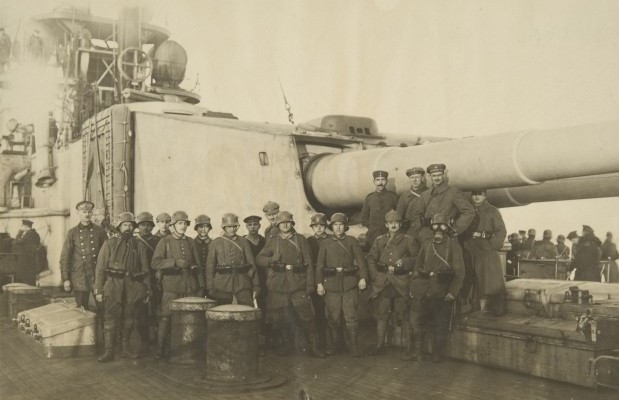
Truppen des Mecklenburgischen Jäger-Bataillon Nr. 14 auf Deck der Westfalen, März/April 1918

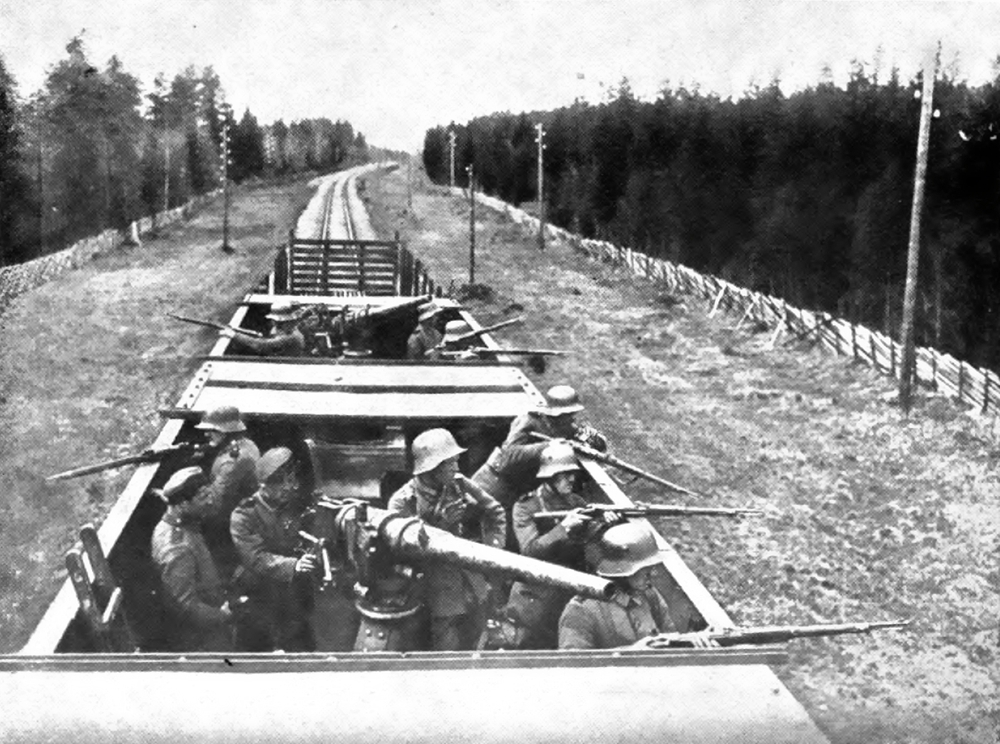
Deutsche Soldaten im Panzerzug bei Lahti, Ende April 1918.

### Kriegsgliederung 19. April 1918
- Stab Ostsee-Division (Generalmajor Rüdiger Graf von der Goltz)
- 95. Reserve-Infanterie-Brigade  (Generalmajor Wolf)
  - Magdeburgisches Jäger-Bataillon Nr. 4 (Hauptmann Eugen Ott)
  - Großherzoglich Mecklenburgisches Jäger-Bataillon Nr. 14 (Major Freiherr Schenk zu Schweinsberg)
  - Reserve-Jäger-Bataillon Nr. 3  (Major Graf von der Schulenburg-Lieberose)
  - Pommersches Jäger-Bataillon „Fürst Bismarck“ Nr. 2
    - 1. Radfahrer-Kompanie
    - 2. Radfahrer-Kompanie

  - Radfahr-Kompanie Nr. 11 (Leutnant d. R. Lassen)
- Stab 3. Garde-Kavallerie-Brigade (Oberst Otto Freiherr von Brandenstein)
  - Reserve-Infanterie-Regiment Nr. 255 (Oberstleutnant von Luck)
  - Radfahrer-Bataillon Nr. 5 (Hauptmann von Wilamowitz-Moellendorff)
  - Mecklenburgisches Jäger-Bataillon Nr. 14
    - 1. Radfahrer-Kompanie (Hauptmann Schrader)

  - 2. Schlesisches Jäger-Bataillon Nr. 6
    - 1. Radfahrer-Kompanie (Hauptmann Roeder)
    - 2. Radfahrer-Kompanie (Oberleutnant Hepe)

  - Radfahrer-Kompanie Nr. 54 (Leutnant Misgeld)
  - Gebirgs-MG-Abteilung Nr. 228 (Oberleutnant Schmitt)
  - Gebirgs-MG-Abteilung Nr. 229 (Leutnant d. R. Paulssen)
- 2. Garde-Kavallerie-Brigade (Oberst von Tschirschky und Bögendorff)
  - 1. Garde-Ulanen-Regiment  (Major Halling)
  - 3. Garde-Ulanen-Regiment  (Major Freiherr Lothar von Brandenstein)
  - Sächsisches Karabinier-Regiment (2. Schweres Regiment)
  - Kürassier-Regiment „Graf Wrangel“ (Ostpreußisches) Nr. 3
    - 2. Eskadron

  - 2. Leib-Husaren-Regiment „Königin Viktoria von Preußen“ Nr. 2
    - 4. Eskadron

  - Feldartillerie-Regiment „von Holtzendorff“ (1. Rheinisches) Nr. 8
    - 6. Batterie
    - 7. Batterie

  - bayerische Gebirgsartillerie-Abteilung 2
  - 1. Batterie/Reserve-Fußartillerie-Regiment Nr. 14
  - 4. Batterie/2. Garde-Reserve-Fußartillerie-Regiment
  - Marine-Bootskanonen-Abteilung
- Pionier-Bataillon Nr. 112
- Reserve-Pionier-Kompanie Nr. 78

## Kommandeure
| Dienstgrad   | Name                       | Datum                              |
| ------------ | -------------------------- | ---------------------------------- |
| Generalmajor | Rüdiger Graf von der Goltz | 25. Februar 1918 bis Dezember 1918 |